# IMEI
IMEI je skraćenica od engleske složenice International Mobile Equipment Identity i predstavlja jedinstveni broj (15 znamenkaski broj ili 16 znamenkaski broj IMEISV) koji je dodijeljen svakom mobitelu (GSM, WCMDA, iDEN) te satelitskom telefonu. IMEI 
broj se upotrebljava kao identifikacijski broj u GSM mrežama, kojim operator dopušta ili ne dopušta pristup mobilnoj mreži. Ako operator mreže zabrani pristup mreži pojedinom IMEI broju, tada se taj telefon iako ima valjanu SIM karticu ne može upotrebljavati.
Zadnja znamenka IMEI broja (naziva se još i zbrojna znamenka) rezultat je izvođenja Luhnova algoritma nad prethodnim znamenkama, a služi kao osiguranje da prijašnje znamenke nisu izmijenjene pri prijenosu mrežom.
Postupak provjere zbrojne znamenke je sljedeći:
1. Počevši od prve znamenke zdesna, udvostručite svaku drugu znamenku (npr. 7 → 14).
2. Zbrojite znamenke (npr. 14 → 1 + 4).
3. zbroj + zbrojna znamenka moraju biti djeljivi s 10 bez ostatka.

Uzmimo kao primjer IMEI 49015420323751?,
| IMEI                              | 4                                                                              | 9                                                                              | 0                                                                              | 1                                                                              | 5                                                                              | 4                                                                              | 2                                                                              | 0                                                                              | 3                                                                              | 2                                                                              | 3                                                                              | 7                                                                              | 5                                                                              | 1                                                                              | x                                                                              |
| Udvostručite svaku drugu znamenku | 4                                                                              | 18                                                                             | 0                                                                              | 2                                                                              | 5                                                                              | 8                                                                              | 2                                                                              | 0                                                                              | 3                                                                              | 4                                                                              | 3                                                                              | 14                                                                             | 5                                                                              | 2                                                                              | x                                                                              |
| Zbroj znamenki                    | 4 + (1 + 8) + 0 + 2 + 5 + 8 + 2 + 0 + 3 + 4 + 3 + (1 + 4) + 5 + 2 + x = 52 + x | 4 + (1 + 8) + 0 + 2 + 5 + 8 + 2 + 0 + 3 + 4 + 3 + (1 + 4) + 5 + 2 + x = 52 + x | 4 + (1 + 8) + 0 + 2 + 5 + 8 + 2 + 0 + 3 + 4 + 3 + (1 + 4) + 5 + 2 + x = 52 + x | 4 + (1 + 8) + 0 + 2 + 5 + 8 + 2 + 0 + 3 + 4 + 3 + (1 + 4) + 5 + 2 + x = 52 + x | 4 + (1 + 8) + 0 + 2 + 5 + 8 + 2 + 0 + 3 + 4 + 3 + (1 + 4) + 5 + 2 + x = 52 + x | 4 + (1 + 8) + 0 + 2 + 5 + 8 + 2 + 0 + 3 + 4 + 3 + (1 + 4) + 5 + 2 + x = 52 + x | 4 + (1 + 8) + 0 + 2 + 5 + 8 + 2 + 0 + 3 + 4 + 3 + (1 + 4) + 5 + 2 + x = 52 + x | 4 + (1 + 8) + 0 + 2 + 5 + 8 + 2 + 0 + 3 + 4 + 3 + (1 + 4) + 5 + 2 + x = 52 + x | 4 + (1 + 8) + 0 + 2 + 5 + 8 + 2 + 0 + 3 + 4 + 3 + (1 + 4) + 5 + 2 + x = 52 + x | 4 + (1 + 8) + 0 + 2 + 5 + 8 + 2 + 0 + 3 + 4 + 3 + (1 + 4) + 5 + 2 + x = 52 + x | 4 + (1 + 8) + 0 + 2 + 5 + 8 + 2 + 0 + 3 + 4 + 3 + (1 + 4) + 5 + 2 + x = 52 + x | 4 + (1 + 8) + 0 + 2 + 5 + 8 + 2 + 0 + 3 + 4 + 3 + (1 + 4) + 5 + 2 + x = 52 + x | 4 + (1 + 8) + 0 + 2 + 5 + 8 + 2 + 0 + 3 + 4 + 3 + (1 + 4) + 5 + 2 + x = 52 + x | 4 + (1 + 8) + 0 + 2 + 5 + 8 + 2 + 0 + 3 + 4 + 3 + (1 + 4) + 5 + 2 + x = 52 + x | 4 + (1 + 8) + 0 + 2 + 5 + 8 + 2 + 0 + 3 + 4 + 3 + (1 + 4) + 5 + 2 + x = 52 + x |

Kako bi zbroj bio djeljiv s 10, potrebno je postaviti x = 8, pa potpuni IMEI broj glasi 490154203237518.